# Danh sách câu lạc bộ bóng đá ở Palau
Đây là danh sách các câu lạc bộ bóng đá ở Palau.

## Đội bóng 2014
Đây là các đội bóng đã tham gia vào mùa giải Giải bóng đá vô địch quốc gia Palau 2014:
- Kramers FC – Vô địch năm 2008.[1]
- Lyon FC
- New Stars FC
- Surangel Kings
- Team Friendship

Nguồn:

## Đội giải thể
Đây là các đội bóng đã tham gia các mùa giải trước của Giải bóng đá vô địch quốc gia Palau:
- Belau Kanu Club
- Biib Strykers
- Daewoo Ngatpang – Vô địch mùa giải 2004[1] và 2010.[1] Không rõ có tham gia các mùa giải khác hay không.
- Melekeok FC – Vô địch mùa giải 2009.[1] Không rõ có tham gia các mùa giải khác hay không, mặc dù chắc chắn đội bóng không tham gia các năm 2004,[3] 2006–07[4] hay 2010.[5]
- Mount Everest Nepal – Có tham gia các mùa giải 2004[3] và 2006–07.[4]
- Palau Tiger Team – Có tham gia mùa giải 2006–07.[4]
- Palau Track and Field Team – Có tham gia mùa giải 2004.[3]
- Surangel and Sons Company – Vô địch mùa giải 2006[6]
- Taj FC – Còn có tên là Mason's Taj ở trong giai đoạn Mùa giải Mùa xuân 2012, và vô địch Mùa giải Mùa thu 2012
- Team Bangladesh – 3 lần vô địch ở các mùa giải 2005, 2006–07 và Mùa giải Mùa xuân 2012 và là đội bóng thành công nhất ở Palau.[1]
- Universal Peace Foundation – Có tham gia mùa giải 2004.[4]

## Đội vô địch Giải bóng đá vô địch quốc gia Palau mọi thời đại
| Số danh hiệu | Đội bóng                  | Mùa giải vô địch               |
| ------------ | ------------------------- | ------------------------------ |
| 3            | Team Bangladesh           | 2005, 2006–07, 2012 (Mùa xuân) |
| 2            | Daewoo Ngatpang           | 2004, 2010                     |
| 1            | Kramers                   | 2008                           |
| 1            | Melekeok                  | 2009                           |
| 1            | Surangel and Sons Company | 2006                           |
| 1            | Taj FC                    | 2012 (Mùa thu)                 |